# Автошлях Т 0906
Автошлях Т 0906 — автомобільний шлях територіального значення в Івано-Франківській області. Проходить територією Тисменицького та  Надвірнянського районів. Загальна довжина — 26,7 км.